# Xysticus iviei
Xysticus iviei är en spindelart som beskrevs av Schick 1965. Xysticus iviei ingår i släktet Xysticus och familjen krabbspindlar. Utöver nominatformen finns också underarten X. i. sierrensis.